# Katzenhof
Koordinaten: 49° 0′ 31″ N, 9° 26′ 3″ O
Der Katzenhof (auch Katzenbach oder Katzenbachhof genannt) ist eine abgegangene Siedlung auf der Gemarkung der Gemeinde Aspach im baden-württembergischen Rems-Murr-Kreis. Über die Geschichte der Wüstung haben sich nicht viele Nachrichten erhalten.

## Lage

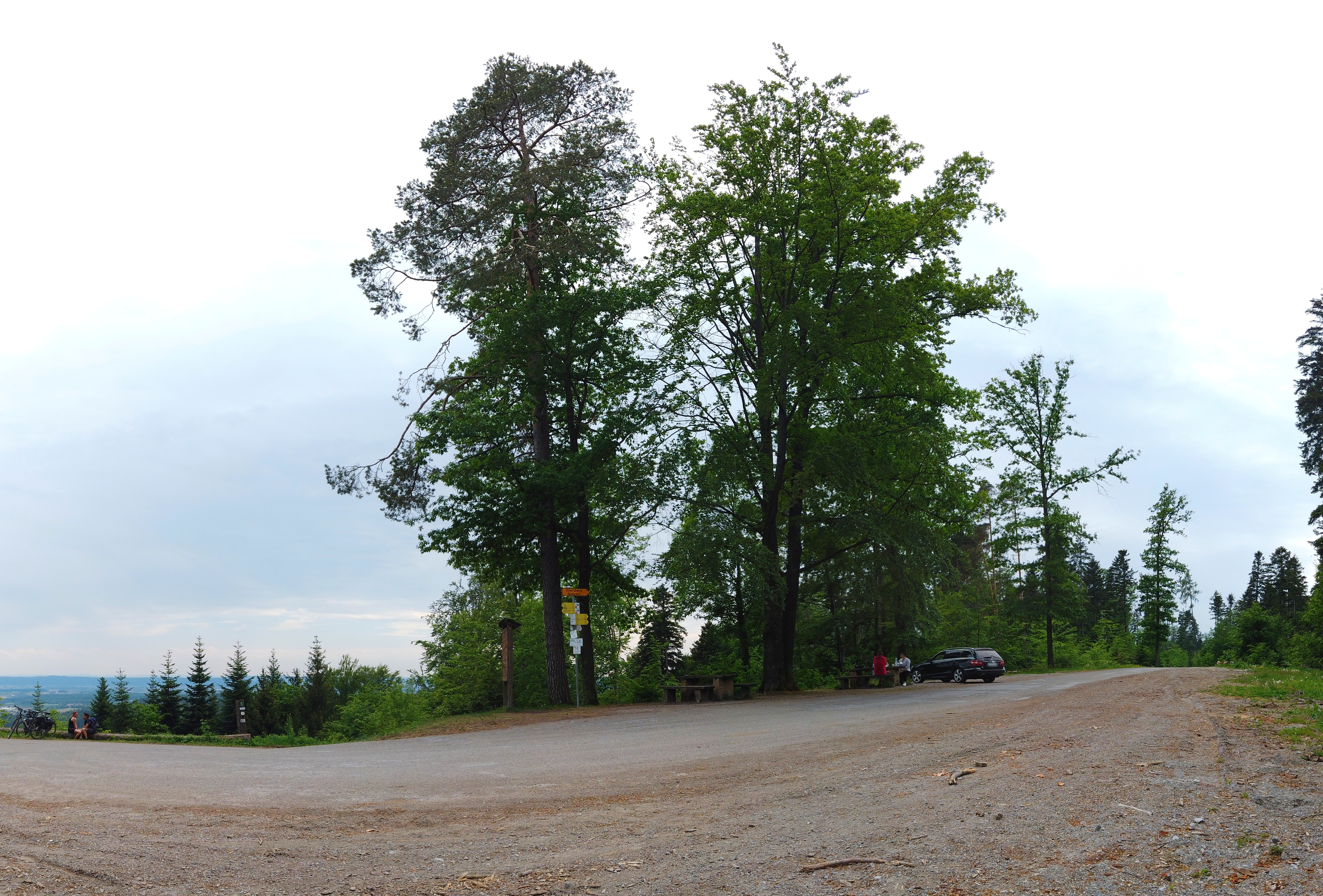
Bucheiche mit Bucheichplatz an der Weggabelung in der Nähe von Katzenhof

Da sich keine oberirdischen Reste des Katzenhofs erhalten haben, ist eine genaue Lokalisierung nicht möglich. Wahrscheinlich befand sich die Siedlung bei der Einmündung der Katzenbachsteige in die Hohe Straße. Dort befindet sich auch die bekannte „Bucheiche“ (Standort), ein Naturdenkmal oder Grenzbaum mit dem Bucheichplatz an dem alten Handelsweg, der am Warthof vorüber nach Altersberg und Völkleshofen führt. Der Flurname des etwas südlich davon gelegenen bewaldeten Gebiets lautet Katzenbach.

## Geschichte
Der Katzenhof war wie der Hetzelhof eng mit der Burg Wart verbunden. Er wurde am 7. April 1455 von Graf Ulrich von Württemberg mit der Burg Reichenberg als Lehen an Ehrenfried von Schechingen (auch Schöchingen genannt) verkauft, blieb aber nicht lange im Besitz dieses Geschlechts. In der Folgezeit stand der Hof in Verbindung mit dem Warthof, mit welchem er am 26. Februar 1509 von Eitel Hans Nothaft von Hohenberg an den Herzog Ulrich von Württemberg verkauft wurde. 1524 wurde der Warthof zusammen mit dem Katzenhof und anderen Besitztümern von Erzherzog Ferdinand an Trautwein Vaihinger von Schöntal veräußert. Vaihinger erhielt weiterhin den Ort Bernhalden, die Bäche Winterlauter und Senzenbach sowie 40 Morgen Wald. Im Bauernkrieg plünderten Aufständische, denen Vaihinger in Weinsberg zuvor nur knapp entkommen war, die Burg und steckten sie in Brand. Die Burg wurde nie wieder aufgebaut. Trautwein Vaihinger von Schöntal strengte noch im Jahre 1533 vergeblich einen Prozess gegen die vermeintlichen Brandstifter an. Wahrscheinlich teilte der Katzenhof als Besitz Vaihingers das Schicksal der Burg Wart. Im Jahre 1539 bemühte sich Anna Horneck von Hornberg, eine geborene Nothaft von Hohenberg und Bruder des zuvor erwähnten Eitel Hans Nothaft, vergeblich um den Rückerwerb des Hofs. In Andreas Kiesers Forstlagerkarte von 1686 ist der Katzenhof im Gegensatz zum Hetzelhof nicht mehr enthalten.

Wappen der früheren Besitzer
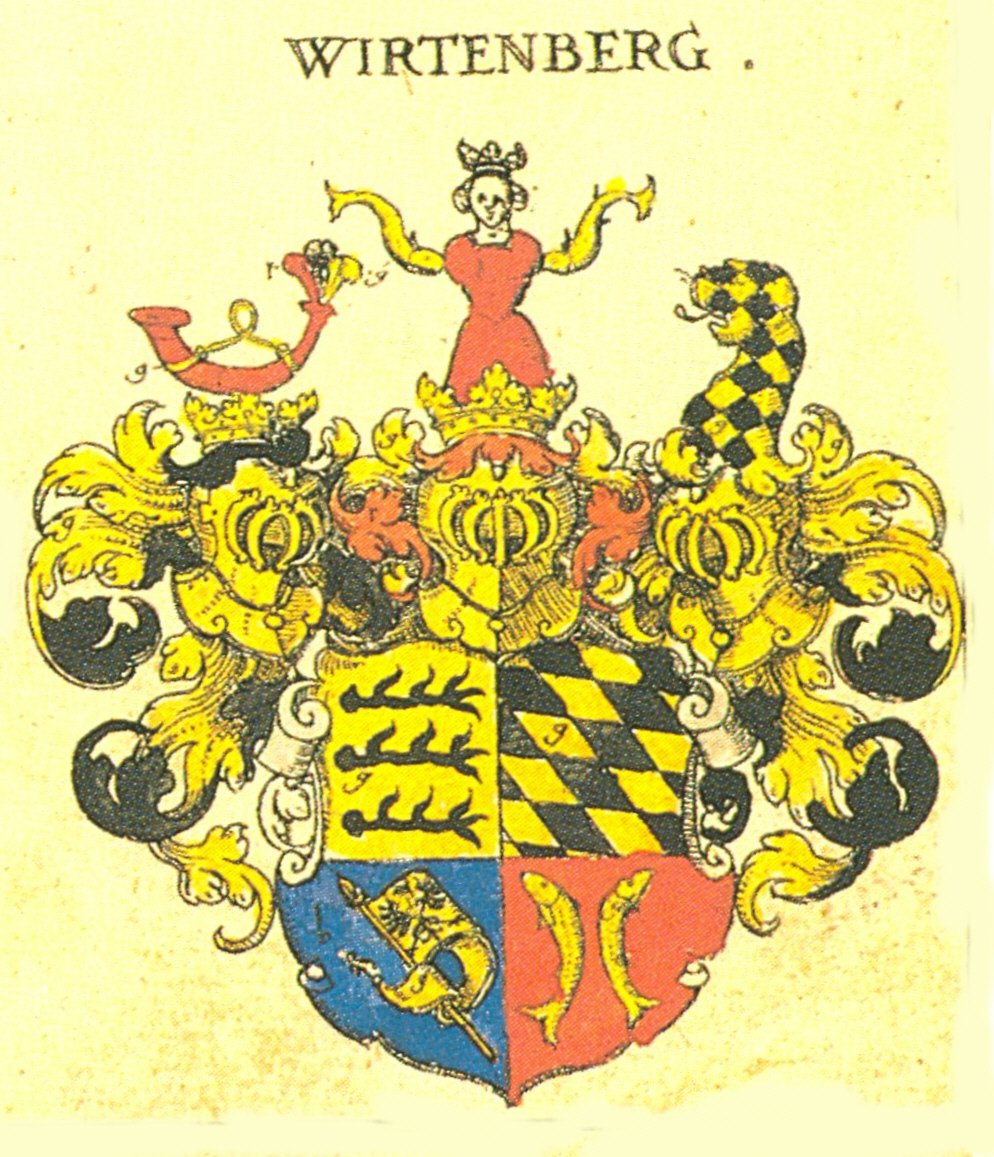
Haus Wirtenberg
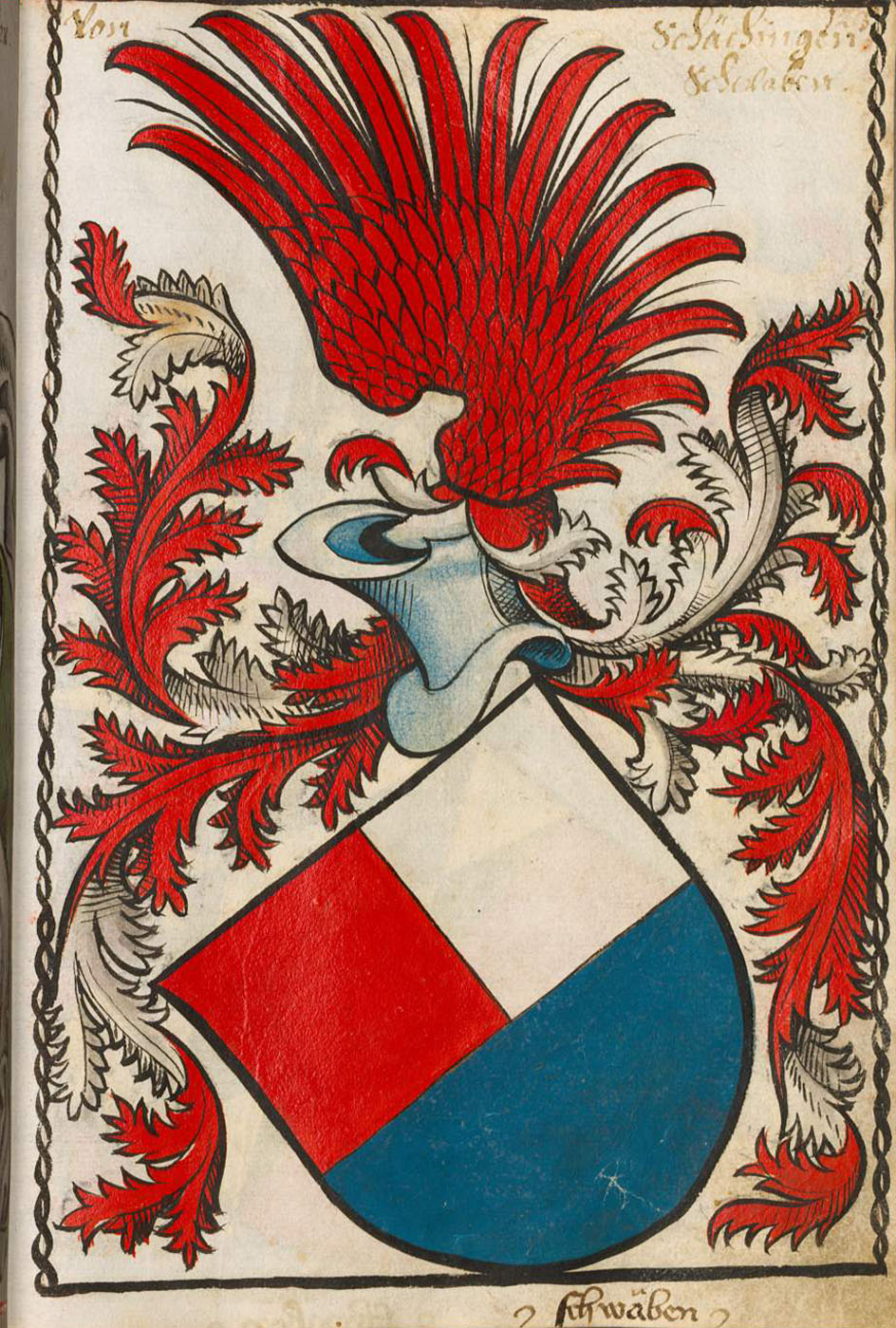
Herren von Schechingen
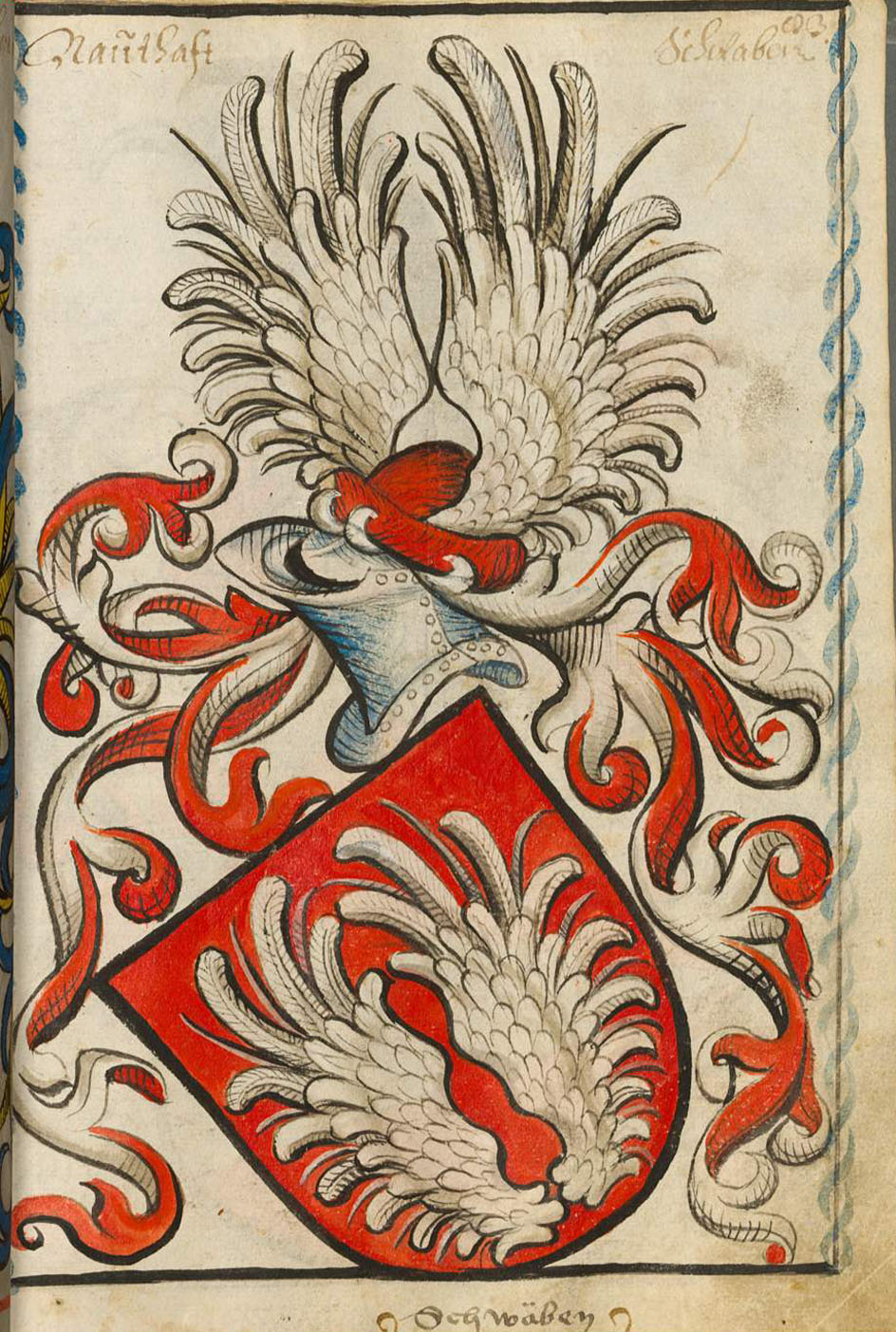
Nothaft von Hohenberg